# Втеча з курника: Світанок наггетсів
«Втеча з курника: Світанок наггетсів» (англ. Chicken Run: Dawn of the Nugget) — комедійний мультфільм 2023 року, створений у стилі пластилінової анімації британською студією Aardman Animations і французькою студією StudioCanal. Продовження фільму 2000 року «Втеча з курника». Знятий режисером Семом Феллом за сценарієм Кері Кіркпатріка і Джона О'Фаррелла.
Успішно здійснивши небезпечну втечу з ферми місіс Твіді, Джинджер нарешті здійснила свою мрію — мирний острів-притулок для всієї зграї курей, далеко від небезпек людського світу. Разом із Рокі вони ростять дочку на ім'я Моллі, та коли та вирушає на материк, все куряче плем'я стикається з новою та жахливою загрозою.

## Синопсис
Джинджер, Рокі та інші кури оселилися на острові, де їм нічого не загрожує. В Джинджер і Рокі вилупляється курча на ім'я Моллі. Щурі Нік і Фетчер час від часу навідуються до курей, щоб доставити їм припаси. Підрісши, Моллі цікавиться світом за межами острова. Батьки намагаються відволікти її від таких думок, Рокі показує як за допомогою окулярів добути вогонь сонячним світлом. Невдовзі люди прокладають дорогу на іншому березі озера, та возять нею авто з зображенням усміхненої курки. Джинджер наказує всім курам сховатися. Моллі  вночі перетинає озеро на човні. Джинджер і Рокі виявляють її зникнення та збирають групу для порятунку дочки, що складається з Бебса, Банті, Мака та Фаулера.
Моллі ледве не збиває авто, але її рятує курка на ім’я Фрізл, яка мріє потрапити на птахоферму. Обидві вирушають до автофургона, водій помічає їх і забирає, думаючи, що кури втекли. Група Джинджер женеться за фургоном, але не встигає. Авто везе курей на птахоферму, оточену парканом, а охороняють її роботи. Рокі вдається перелетіти за паркан за допомогою саморобної катапульти, але він падає у сміттєзбірник. Нік і Фетчер обманюють камери спостереження та пропускають групу Джинджер на птахоферму. Проте щурі випадково потрапляють на конвеєр, який везе сміття в піч для спалення. Там вони зустрічають Рокі та рятуються від вогню, заклинивши механізм.
Моллі та Фрізл опиняються в, на перший погляд, парку розваг, де кури можуть їсти й розважатися скільки завгодно. Та згодом Моллі розуміє, що кури там отупіли. Доктор Фрай, побачивши Фрізл, одягає їй нашийник, який носять усі інші кури. Через це Фрізл втрачає здоровий глузд і мріє лише про розваги. Моллі, сповнена рішучості врятувати подругу, слідує за доктором Фраєм.
Моллі підглядає за доктором Твіді, що проводить презентацію для свого клієнта, власника мережі ресторанів Реджинальда Сміта. Як з'ясовується, нашийники позбавляють курей відчуття небезпеки, а тому під час забою вони не перебувають у стресі і їхнє м'ясо лишається ніжним. Потім Джинджер зустрічає Моллі і вони виявляють, що місис Твіді тепер керує птахофермою разом із її новим чоловіком, доктором Фраєм. Місис Твіді схоплює Джинджер і одягає їй нашийник, але на Джинджер він не діє через її силу волі. Рокі відволікає Твіді, щоб Моллі звільнила Джинджер, але нашийник вмикається на повну потужність. Щурі возз'єднуються з групою курей та успішно знімають нашийник з Джинджер, перш ніж вони потрапляють зерносховище з кормом для курей.
Вибратися зі сховища виявляється неможливо, бо вихід надто високо. Тоді Моллі згадує, що їй показував батько, і запалює феєрверк, який був у щурів, за допомогою окулярів. Вибух перетворює кукурудзяні зерна на попкорн, він розширюється та викидає курей і щурів назовні. Проте Моллі відмовляється повертатися додому, не врятувавши Фрізл. Джинджер та інші також погоджуються допомогти іншим курям. Місіс Твіді починає виробництво партії курячих нагетсів, а Джинджер і Рокі намагаються розшукати пульт дистанційного керування, який вимкне нашийники. Решта намагаються спинити курей, які з радістю йдуть у м'ясорубку.
Джинджер отримує пульт, але місіс Твіді хапає Моллі та погрожує зарубати сокирою. Рокі відбирає сокиру, а Джинджер вимикає нашийники. Місис Твіді падає у фритюрницю, спричиняючи перевантаження машини. Кури вибігають назовні до вантажівки, і група їде до брами. Місіс Твіді, однак, виходить із фритюрниці, вкрита кляром, і залазить до вантажівки. Однак Фаулер збиває місіс Твіді перед тим, як фритюрниця вибухає, знищивши птахоферму.
Кури повертаються на острів разом із Фрізл і звільненими курми. Джинджер і Рокі вирішують жити на острові, поки Моллі та Фрізл шукають інші ферми, звідки потрібно звільнити курей.

## Історія створення

### Розробка
Продовження «Втечі з курника» було анонсовано 26 квітня 2018. Студія Aardman знову об'єднується зі StudioCanal для створення продовження, хоча, на відміну від першого фільму, ні «DreamWorks Animation», ні її нинішня материнська компанія «Universal Pictures» не матимуть жодної участі, оскільки «DreamWorks» припинила свою співпрацю з «Aardman» у січні 2007 року після випуску «Змивайся!» (2006).
Сем Фелл, сценарист фільмів «Змивайся!» (2006) і «Паранорман, або Як приручити зомбі» (2012), був призначений режисером, а Пол Кьюлі та Нік Парк виступлять продюсерами фільму. Сценаристи оригінального фільму «Втечі з курника» Кері Кіркпатрік та Джон О'Фаррелл повернуться у сіквелі. Засновники Aardman Пітер Лорд та Девід Спрокстон будуть виконавчими продюсерами фільму.

### Підготовка до виробництва
16 жовтня 2019 офіційно почалися підготовки до зйомок фільму. 23 червня 2020 року Netflix набула прав на поширення фільму по всьому світу, за винятком Китаю.

### Акторський склад
23 червня 2020 року з'ясувалося, що Мел Гібсон не повернеться до ролі Півня Рокі з оригінального фільму, натомість очікується, що його персонаж буде перероблено через те, що актриса Вайнона Райдер звинуватила його в тому, що він зробив їй антисемітське зауваження у час відвідування вечірки в 1995. 10 липня 2020 року Джулія Савалія висловила своє обурення, коли дізналася, що її роль Джинджер буде перероблена з молодшою актрисою через те, що продюсери фільму вважали, що її голос звучав вже занадто старим. Акторський склад був оголошений 20 січня 2022 року за участю Тендиві Ньютон і Закарі Леві, які озвучуватимуть Джинджер і Рокі, а також Джейн Хоррокс, Імельда Стонтон і Лінн Фергюсон, повторюватимуть свої ролі з оригінального фільму. Серед інших акторів — Белла Рамзі, Ромеш Ранганатхан (який замінює Тімоті Сполла), Девід Бредлі (замінник Бенджаміна Вітроу через його смерть у 2017 році), Деніел Мейс (замінник Філа Деніелса) та Джозі Седжвік-Девіс.

### Зйомки
Основні зйомки фільму почалися у 2021.

## Випуск
Прем'єра відбулася 14 листопада 2023 року на BFI; 15 листопада 2023 року фільм вийшов на Netflix.